# Tiangong 1

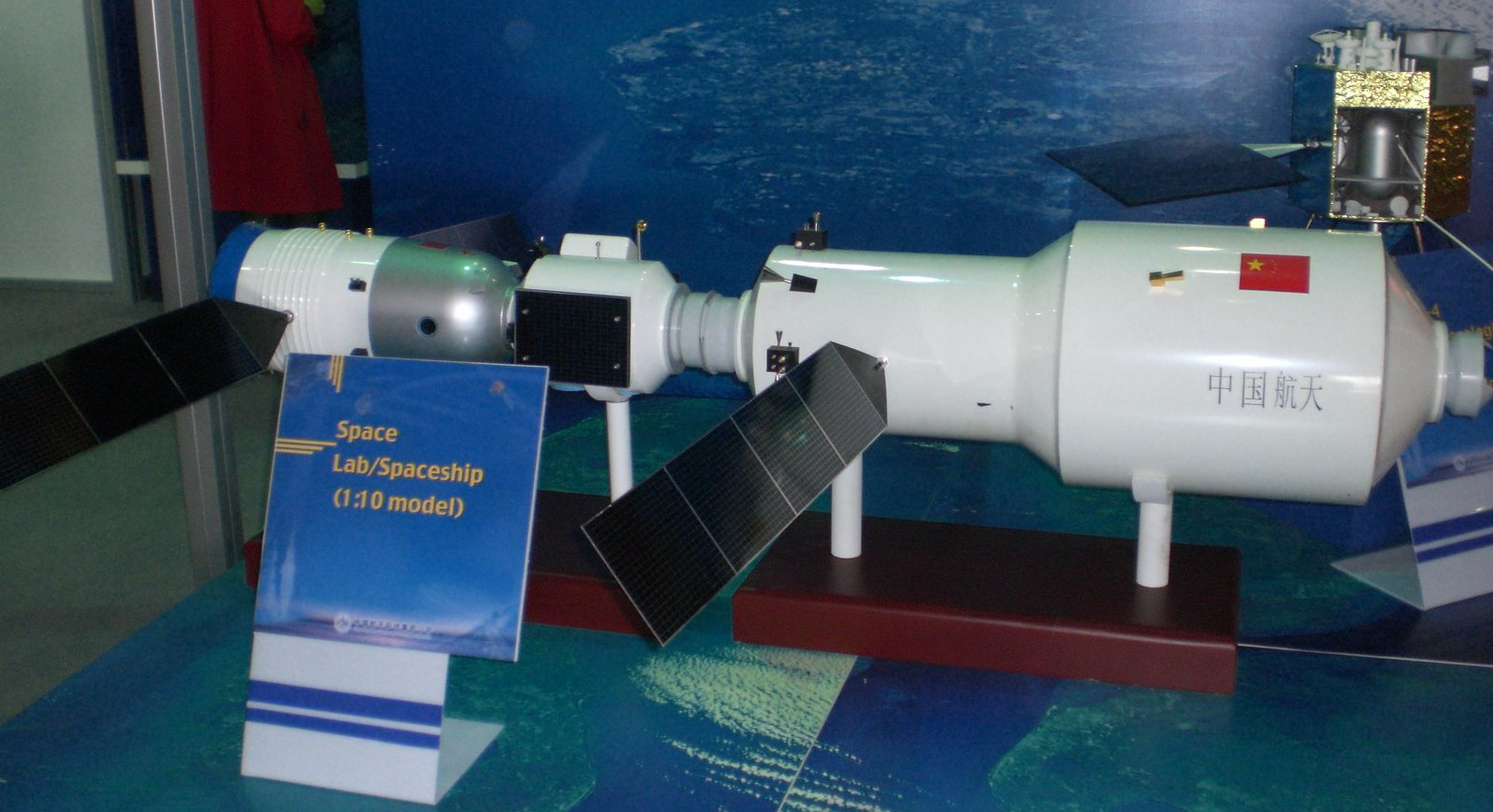
Modelo da estação espacial chinesa Tiangong 2. Um veículo espacial Shenzhou acoplado é visível à esquerda.

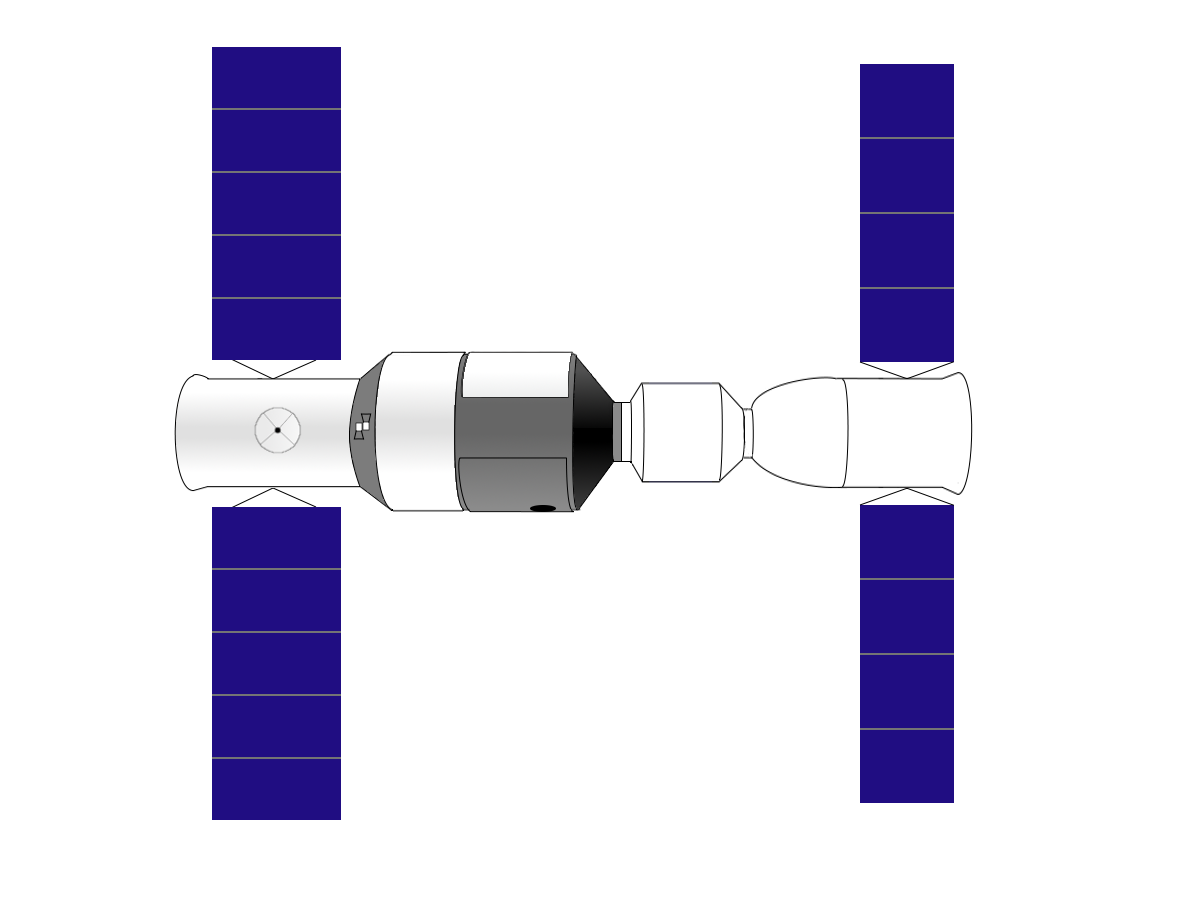
Shenzhou acoplado à estação Tiangong 1.

Tiangong 1 (« Palácio celeste 1 » em chinês) foi uma estação espacial desenvolvida pela agência espacial chinesa CNSA que foi lançada para o espaço para ser colocada em órbita em 29 de setembro de 2011 e reentrou na atmosfera terrestre no dia 2 de abril de 2018. Fez parte do Projeto 921-2, cujo objetivo é a construção de uma estação espacial com vários módulos. Seu design claramente lembrava módulos espaciais russos.

## História
Três naves visitaram a Tiangong 1:
- Shenzhou 8, em novembro de 2011. A nave não tripulada teve a missão de testar seu encaixe com a estação;
- Shenzhou 9, em junho de 2012, que levou três taikonautas à estação, entre eles Liu Yang, primeira chinesa no espaço;[4]
- Shenzhou 10, em junho de 2013, cuja tripulação, também de três taikonautas, permaneceu no espaço por 15 dias realizando experimentos diversos.[5]

Em março de 2016, a estação foi desativada, sendo substituída pela Tiangong 2 em setembro do mesmo ano. Segundo a Agência Espacial Europeia (ESA) a estação deveria reentrar na atmosfera terrestre entre 18 de março e 12 de abril de 2018, e como orbitava sem nenhum controle, não era possível saber exatamente quando e onde iria cair. Mas Wu Ping, vice-presidente do escritório de engenharia espacial chinês, disse que não havia motivo para alertas, pois o módulo espacial iria queimar completamente na atmosfera durante a sua queda.
Finalmente, a Tiangong 1 entrou e queimou na atmosfera no dia 2 de abril de 2018, às 00h16 GMT (01/04/18, 21h16 no horário de Brasília). A maior parte dos pedaços caiu sobre o Oceano Pacífico Sul, próximo ao Taiti, sem incidentes.

### Expedições
| #                                             | Tripulação                               | Veículo e data de acoplagem     | Veículo e data de desacoplagem  | Duração (dias) | Imagem da tripulação | Ref    |
| --------------------------------------------- | ---------------------------------------- | ------------------------------- | ------------------------------- | -------------- | -------------------- | ------ |
| Expedição 1 18 de junho - 28 de junho de 2012 |                                          |                                 |                                 |                |                      |        |
| 1                                             | Jing Haipeng Liu Wang Liu Yang           | Shenzhou 9 18 de junho de 2012  | Shenzhou 9 28 de junho de 2012  | 9d, 19h, 14m   |                      | [ 11 ] |
| Estação desabitada (11 meses e 16 dias)       |                                          |                                 |                                 |                |                      |        |
| Expedição 2 13 de junho - 24 de junho de 2013 |                                          |                                 |                                 |                |                      |        |
| 2                                             | Nie Haisheng Zhang Xiaoguang Wang Yaping | Shenzhou 10 13 de junho de 2013 | Shenzhou 10 24 de junho de 2013 | 11d, 17h, 54m  |                      | [ 12 ] |
| Destruída em 2 de abril de 2018               |                                          |                                 |                                 |                |                      |        |